# Narcís Codina i Surós
Narcís Codina i Surós   (Maçanet de la Selva, maig 1932 - 14 de març de 2020) va ser un empresari i dirigent esportiu català. Va ser president del Girona Futbol Club entre 1968 i 1973. Va ser l'impulsor de la construcció de l'Estadi Municipal de Montilivi, que va substituir el Camp de Vista Alegre com a escenari dels partits del Girona, i que es va inaugurar el juliol de 1970. També va ser l'impulsor del trofeu Costa Brava, que es va iniciar precisament amb la construcció del nou estadi.
També va ser regidor del primer ajuntament democràtic de Girona i delegat d'esports. Com a empresari, va fundar una cadena d'hotels i una gestoria. Entre 1977 i 1979 també havia sigut president del Col·legi d'Agents de la Propietat Immobiliària.